# Lucie Broedelet

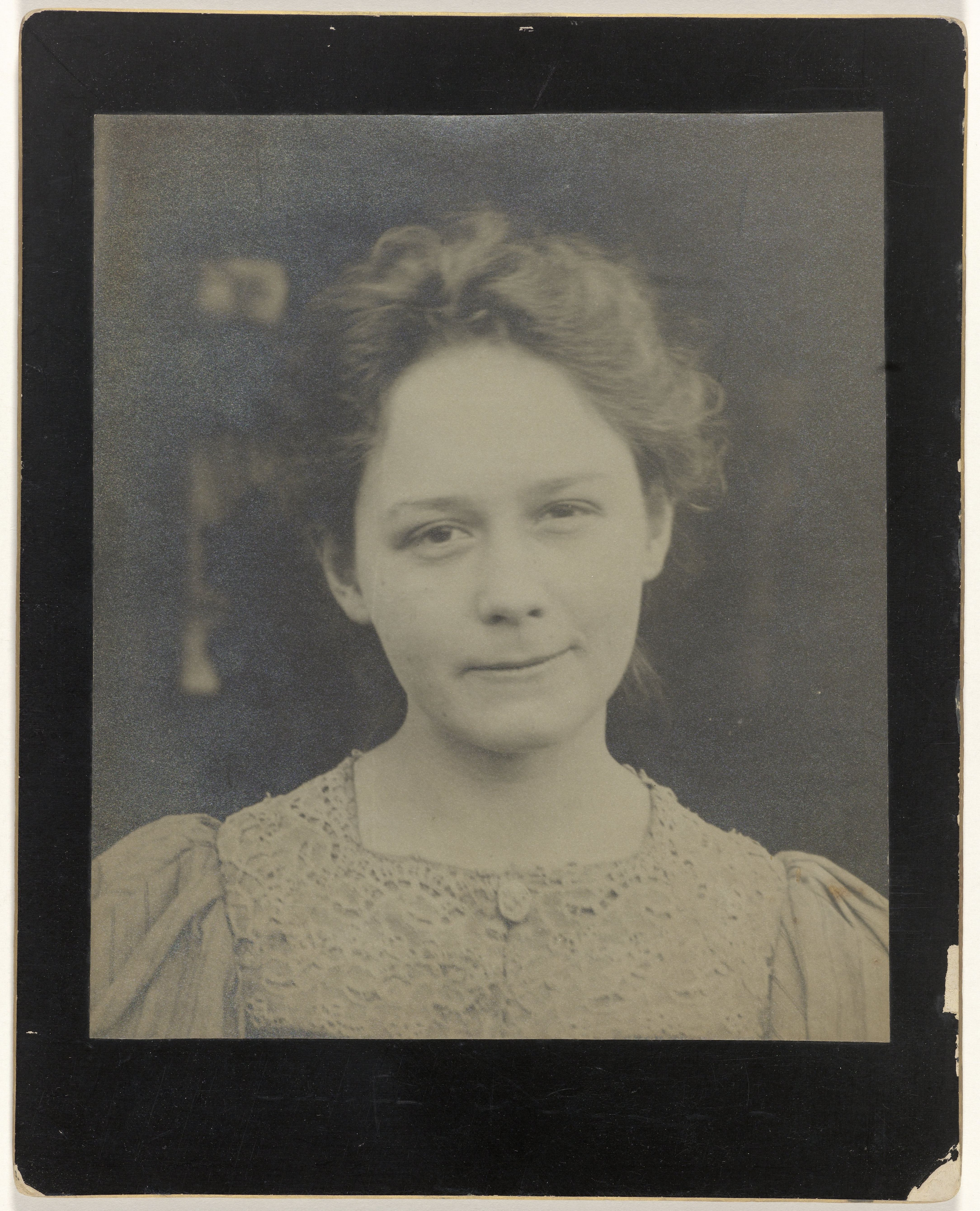
Portret van Lucie Broedelet

Lucie Jeanne Broedelet (Den Haag, 13 november 1875 – Epse, 10 augustus 1969) was een Nederlands schrijfster. Zij was onderdeel van de literaire stroming de Tachtigers.

## Biografie
Op 17-jarige leeftijd debuteerde zij in het juninummer van De Nieuwe Gids (aflevering 5, 1893) met de tekst De Radja's.
Ze schreef gedichten voor het tijdschrift onder haar eigen naam of onder het door Willem Kloos aan haar gegeven pseudoniem Stella Violantella. Later volgden er ook boeken, recensies en toneelstukken.
Met haar man, de kunstschilder Jonkheer Jacobus Cornelis Snoeck, woonde ze in Laren en schreef ze kinderboeken onder de naam Lucie Snoeck. Na het overlijden van haar man vestigde ze zich in Lunteren.

## Persoonlijk
Ze was dochter van de Nederlandse militair Jacobus Salomon Broedelet (1844-1902) en Adriana Johanna Charlotta Kervel (1853-1940). Broedelet is een zus van kunstschilder André Broedelet (die getuige was bij haar huwelijk) en een oudtante van schrijver Remco Campert. Ze overleed in 1969 op 93-jarige leeftijd.
- Digitale Bibliotheek voor de Nederlandse Letteren: broe042